# Бонн, Матьё
Матьё Бонн (нидерл. Matthieu Bonne; род. 17 февраля 1994, Остенде, Фламандский регион) — бельгийский легкоатлет-сверхмарафонец, пловец, велосипедист и триатлонист; чемпион мира в двух- (2025) и шестисуточном (2024) беге, рекордсмен мира в плавании в открытой воде, двух- и шестисуточном беге и семидневной велогонке, рекордсмен Бельгии в беге на 100 миль и суточном беге.

## Биография
Родился 17 февраля 1994 года в Остенде (Бельгия).
Работал спасателем в бассейне Брюгге. В 2019 году был одним из 14 участников телевизионной программы из 8 частей Kamp Waes на телеканале VRT 1.

### Спортсмен
2018 год — Marathon des Sables. 237 км/6 этапов за 36:23.53. 248 место в общем зачёте и 231 среди мужчин.

#### 2019—2022
В 2020 году Бонн стал первым пловцом, проплывшим всю линию бельгийского побережья (65 км). Годом ранее он переплыл Ла-Манш. В 2022 году также стал первым человеком, сделавшим восемь полных триатлонов за восемь дней 5—12 мая на восьми Канарских островах.

#### 2023
В 2023 году побил мировой рекорд в семидневной велогонке, проехав за неделю 3619,72 км.
В том же году установил мировой рекорд в плавании в открытой воде в Коринфском заливе. Он проплыл по морю 131 км без остановки за 60 часов, 55 минут и 43 секунды.

#### 2024
Весной 2024 года Бонн попытался побить мировой рекорд в 6-суточном беге грека Яниса Куроса — 1036,800 км в ноябре 2005 года — на легкоатлетической трассе в Мерелбеке. Через 793 километра 200 метров (рекорд Бельгии Поля Беккерса 2004 года 763,077 км) ему пришлось отказаться от этой попытки. После медицинского осмотра его перевели в Университетскую больницу Гента, где была диагностирована пневмония.
В августе 2024 года в ирландском городе Лейкслип он побил рекорд Бельгии Поля Беккерса 2002 года в суточном беге (270,087 км), пробежав 275,250 км.

##### Чемпионат мира GOMU
В полдень четверга 5 сентября 2024 года Матьё Бонн вышел на старт чемпионата мира GOMU по 6-суточному бегу под стартовым номером 1038. Почти сразу он возглавил бег и равномерно увеличивал отрыв. Он бежал так же, как во время установления рекорда в 7-суточной велогонке, около 20 часов в день, отдыхая несколько часов днём. Через 48 часов у него 411,687 км — улучшен ещё один рекорд Бельгии Поля Беккерса (410,022 км в 1999 году). В 23:28.17 пятого дня бега — 793,711 км. Побит свой же недавний рекорд Бельгии, установленный весной. На рекорд мира осталось 36 часов 31 с половиной минута. Рекорды Куроса на 500 миль (4⋮09:42.09) и 1000 км (5⋮16:17.00) устояли. Последние часы Бонн бежал значительно быстрее, чем Курос 19 лет назад. На финише 1045,519 км. Новый мировой рекорд утверждён. Рекорды предыдущего чемпионата мира в Балатонфюреде, где датчанка Стине Рекс 31 мая — 2 июня 2024 года пробежала за 48 часов 435,564 км, не утверждены.

#### 2025
21 февраля Бонн стартовал в 48-часовом беге на Тайване. Через несколько часов он снялся с соревнований.
Чемпионат мира GOMU по 6-суточному бегу в Валлон-Пон-д’Арк (Франция) Бонн, как и многие другие сверхмарафонцы, пропустил, готовясь к другому чемпионату. В его отсутствие российский сверхмарафонец Иван Заборский показал 1047,554 км. Этот результат не может быть утверждён из-за нарушения правил, действующих в отношении российских спортсменов: Заборский финишировал с флагом России.

##### Чемпионат мира GOMU
Чемпионат мира GOMU по бегу на 48 часов в Пабьянице (Польша) Бонн выиграл с новым мировым рекордом 485,09931 км. Рекорд грека Яниса Куроса 473,495 км улучшен почти на 12 км. Установленный 3—5 мая 1996 года во французском Сюржере, старый рекорд не дожил 11 месяцев до 30 лет.

## Результаты

### Соревнования
| Год  | Соревнование   | Город        | Дистанция | Дата            | Результат       | Место | Видео/Фото/ Кинограмма |
| ---- | -------------- | ------------ | --------- | --------------- | --------------- | ----- | ---------------------- |
| 2024 | Чемпионат мира | Балатонфюред | 6 суток   | 5—11 сентября   | 1045,519 км WR  | I     | Видеоканал             |
| 2025 | Чемпионат мира | Пабьянице    | 48 часов  | 30 мая — 1 июня | 485,09931 км WR | I     | Старт чемпионата       |

### Рекорды
в стадии утверждения
| Дистанция                                | Результат       | Место            | Дата            | Видео           |
| Мировые рекорды                          | Мировые рекорды | Мировые рекорды  | Мировые рекорды | Мировые рекорды |
| Велогонки                                | Велогонки       | Велогонки        | Велогонки       | Велогонки       |
| ---------------------------------------- | --------------- | ---------------- | --------------- | --------------- |
| 7-дневная велогонка                      | 3619,72 км      | Аризона          | 19—26.3.2023    |                 |
| Плавание в открытой воде                 |                 |                  |                 |                 |
| 131 км                                   | 60:55.43        | Коринфский залив | 31.8—2.9.2023   | Видео           |
| Бег на сверхмарафонские дистанции        |                 |                  |                 |                 |
| Бег 300 миль                             | 47:43.35        | Пабьянице        | 30.5—1.6.2025   | ·               |
| Бег 48 часов                             | 485,09931 км    | Пабьянице        | 30.5—1.6.2025   | ·               |
| 6-суточный бег                           | 1045,519 км     | Балатонфюред     | 5—11.9.2024     | Видеоканал      |
| Рекорды Бельгии (не являющиеся мировыми) |                 |                  |                 |                 |
| Бег 100 миль                             | 13:58.28        | Лейкслип         | 3/4.8.2024      |                 |
| Суточный бег                             | 275 250 м       | Лейкслип         | 3/4.8.2024      |                 |
| Бег 400 км                               | 37:57.42        | Пабьянице        | 30.5—1.6.2025   |                 |
| Бег 48 часов                             | 411,651 км      | Балатонфюред     | 5—7.9.2024      | Видеоканал      |
| Бег 72 часа                              | 570,395 км      | Балатонфюред     | 5—8.9.2024      |                 |
| 6-суточный бег                           | 793 200 м       | Мерелбеке        | 24—30.3.2024    | Видео           |

### Комментарии
1. ↑  в стадии утверждения
2. ↑  483,1428
3. ↑  400,31832 км